# Germán Ocampo Herrera
Germán Ocampo Herrera (Manizales, 29 de mayo de 1898 - 23  de enero de 1973)  fue un militar colombiano.
Perteneciente al arma de Caballería,Cuando aún no había cesado el fragor de los incendios del 9 de abril de 1948, el general Ocampo fue nombrado ministro de Guerra por el entonces presidente Mariano Ospina Pérez. En esta etapa aciaga y turbulenta, se desataron las pasiones políticas a raíz del asesinato del caudillo liberal Jorge Eliécer Gaitán, el general Ocampo tuvo un papel ponderado, ecuánime y patriótico.

## Biografía
Ingresó a la Escuela Militar de Cadetes el 23 de julio de 1912 y fue ascendido a subteniente el 1.º de diciembre de 1920. Ocupó, entre otros, los cargos de ministro de Guerra en el año 1948, principal miembro de la delegación de Colombia ante la asamblea General de las Naciones Unidas con el rango de embajador extraordinario y plenipotenciario en el año 1948, Jefe del Estado Mayor del Ejército Nacional, comandante de la Brigada de Institutos Militares. Luego de su retiro de la vida militar se desempeñó como presidente de la División Mayor del Fútbol Colombiano (Dimayor) 1949-1950 y presidente de ACORE - Asociación Colombiana de Oficiales de las FF.MM en 1962.

### Reconocimientos
Recibió las medallas "Orden de Boyacá" en la categoría de Gran Oficial, "Orden del Libertador" del Gobierno de Venezuela y "Orden Naval Almirante Padilla", categoría Gran Oficial.

## Homenajes póstumos
Con su nombre fue bautizado el batallón de infantería N.º 29 adscrito a la VII Brigada de la Cuarta División del Ejército Nacional.